# 岩倉市図書館
岩倉市図書館（いわくらしとしょかん）は、愛知県岩倉市の公共図書館である。1983年5月28日に開館した。
岩倉市は愛知県北西部にあり、名古屋市のベッドタウンとして宅地化が進行している自治体である。愛知県でもっとも面積の小さな市（10.47km2）であり、「すべての地域が自転車圏内」であるとされる。2015年10月1日時点の人口は47,562人である。2013年度の図書館費は96,051,000円であり、うち図書購入費は10,000,000円だった。

## 歴史

### 開館前

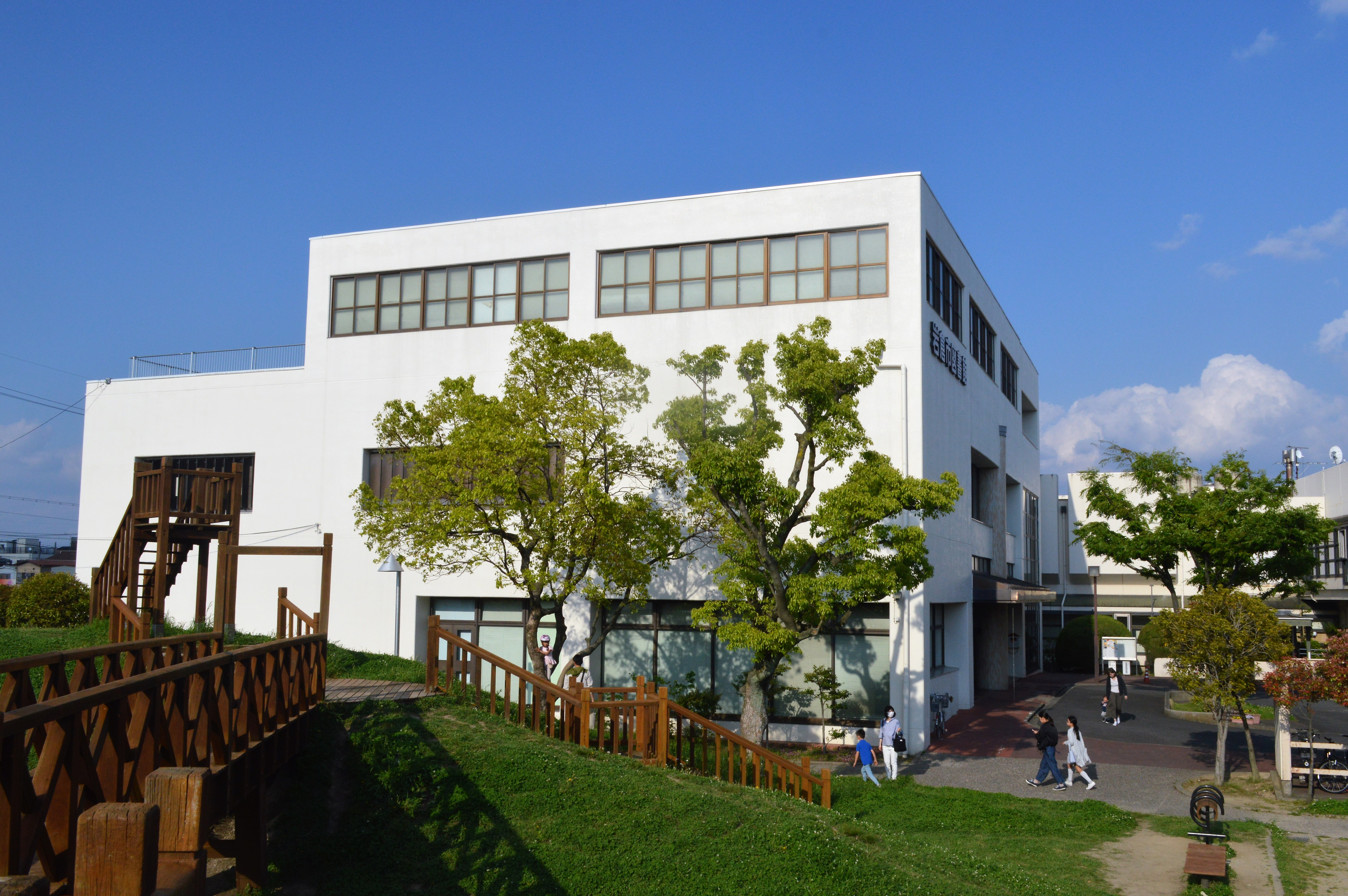
隣接する辻田公園（手前）と岩倉市図書館

1966年（昭和41年）には大松紡績旧講堂を取得して岩倉町立公民館とし、1971年（昭和46年）12月1日に丹羽郡岩倉町が単独市制施行して岩倉市となると、岩倉市立公民館に改称した。やがて建物の老朽化や都市計画道路との兼ね合いなどが理由で新館の建設を決定し、1976年（昭和51年）4月1日には昭和町に岩倉市公民館が開館した。
1978年（昭和53年）に岩倉市が市民に対してアンケートを行ったところ、図書館設置に対して強い要望があったことから、1979年（昭和54年）8月31日には岩倉市図書館準備委員会を設立し、1980年（昭和55年）3月8日には意見書を提出、1981年（昭和56年）7月7日には岩倉市議会内に公共施設調査研究特別委員会を設置し、同年12月25日に答申を提出した。
図書館計画は日本図書館協会に委託し、1982年（昭和57年）3月31日に計画書の提出を受けた。4月1日には図書館建設準備室を設置し、6月3日には名古屋市の丹羽英二建築事務所を設計者に選定した。丹羽英二建築事務所は1981年に名古屋市鶴舞中央図書館を手掛けた建築設計事務所であり、長久手市中央図書館（1992年）、平塚市西図書館（1993年）、しんせい ほんの森（1996年）、刈谷市富士松図書館（1999年）も手掛けている。総工費3億7318万円をかけて、1983年（昭和58年）3月24日には建物が竣工した。

### 開館後

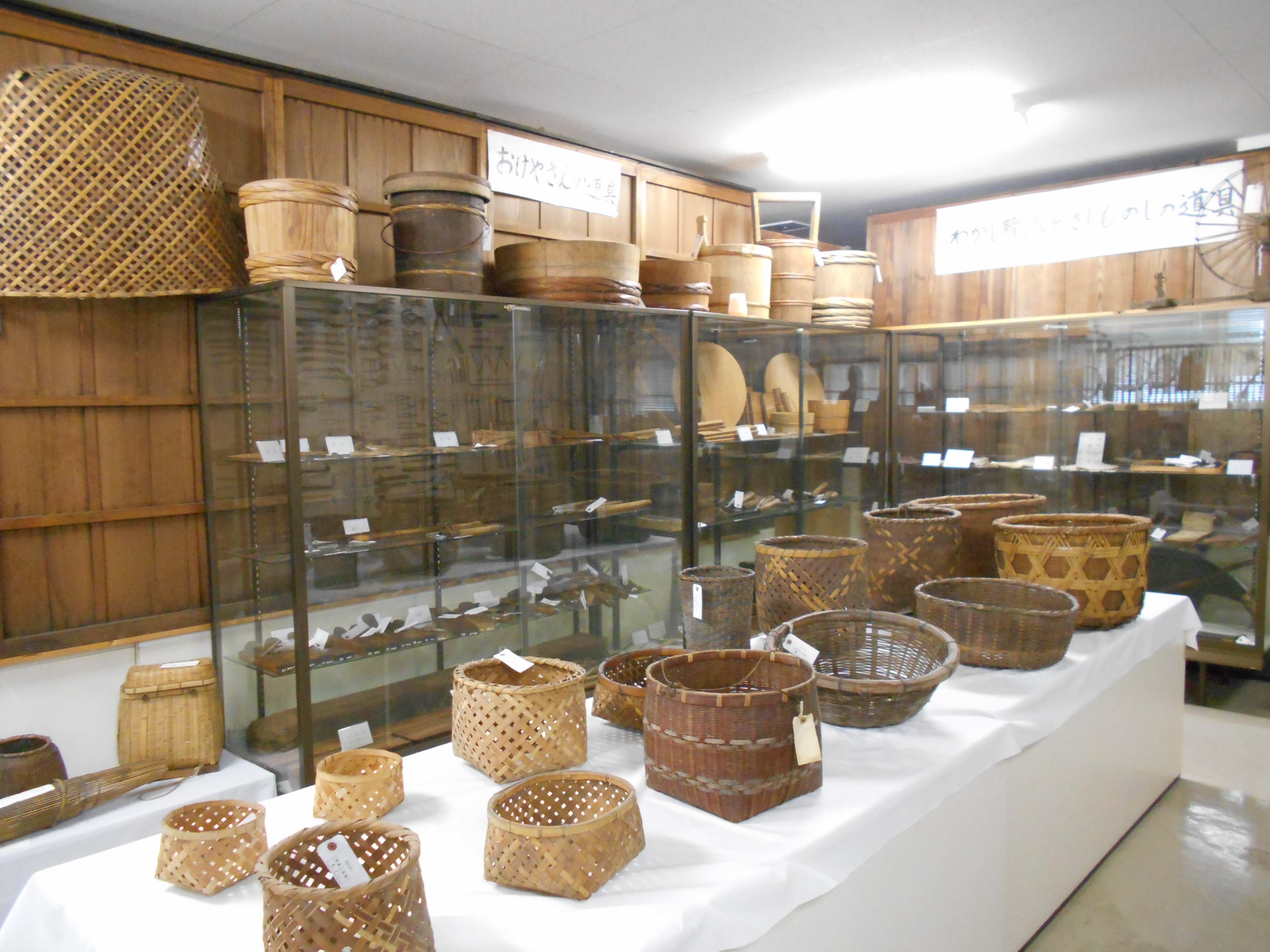
1986年に増築された3階の郷土資料室

1983年（昭和58年）5月28日、岩倉市公民館の敷地内に岩倉市図書館が開館した。開館当初からコンピュータによる蔵書管理と貸出処理を行っており、これは当時としては最新のシステムだった。1985年に刊行された『岩倉市史』では、館外利用を中心として設計されている点、コンピュータを導入している点などから、自館を「目下のところ尾北随一の施設」（尾北は北尾張地区を意味する）であるとしている。開館当初は学習スペースを設けていなかったが、自習者が閲覧席を独占するようになったため、時期によっては視聴覚室を自習室として開放するようになった。
公民館の敷地内の駐車場部分に建設したことで、慢性的な駐車場不足が起こっている。1986年度（昭和61年度）には3階部分を増築し、民俗資料の展示などを行う郷土資料室を開設した。1994年4月1日には館内整理日を第3金曜日から月末日に変更し、1996年（平成8年）4月1日には祝日も開館するようになった。1997年度（平成9年度）には広域貸出を開始している。
2002年度（平成14年度）には10時から18時までだった開館時間を延長して9時30分から19時までとした。2003年（平成15年）1月4日には尾張北部広域行政圏（岩倉市・春日井市・小牧市・犬山市・江南市・大口町・扶桑町）の5市2町の住民に対する広域貸出を開始した。同年4月1日には岩倉市立の学校図書館とのネットワーク化を行い、学校図書も岩倉市図書館で一括購入して管理するようになった。
2004年には子ども読書年（2000年）を契機に広まったブックスタート事業を試験的に開始し、2005年4月に事業を正式に開始した。2006年度（平成18年度）にはウェブサイトを開設し、インターネット蔵書検索(OPAC)サービスを開始した。かつては毎週月曜日を休館としていたが、2017年4月から週の定期休館日を撤廃し、毎週月曜日も開館している。

## 特色
| 岩倉市図書館の蔵書冊数 | 岩倉市図書館の蔵書冊数 | 岩倉市図書館の蔵書冊数 | 岩倉市図書館の蔵書冊数 | 岩倉市図書館の蔵書冊数 |
| ---------------------- | ---------------------- | ---------------------- | ---------------------- | ---------------------- |
| 年度                   |                        |                        |                        | 冊数                   |
| 1985                   | 1985                   |                        | 68,813                 | 68,813                 |
| 1990                   | 1990                   |                        | 101,269                | 101,269                |
| 1995                   | 1995                   |                        | 111,725                | 111,725                |
| 2000                   | 2000                   |                        | 143,558                | 143,558                |
| 2005                   | 2005                   |                        | 170,445                | 170,445                |
| 2010                   | 2010                   |                        | 176,901                | 176,901                |
| 2015                   | 2015                   |                        | 174,305                | 174,305                |

| 岩倉市図書館の貸出冊数 | 岩倉市図書館の貸出冊数 | 岩倉市図書館の貸出冊数 | 岩倉市図書館の貸出冊数 | 岩倉市図書館の貸出冊数 |
| ---------------------- | ---------------------- | ---------------------- | ---------------------- | ---------------------- |
| 年度                   |                        |                        |                        | 冊数                   |
| 1985                   | 1985                   |                        | 208,082                | 208,082                |
| 1990                   | 1990                   |                        | 171,981                | 171,981                |
| 1995                   | 1995                   |                        | 214.006                | 214.006                |
| 2000                   | 2000                   |                        | 244,047                | 244,047                |
| 2005                   | 2005                   |                        | 261,280                | 261,280                |
| 2010                   | 2010                   |                        | 294,639                | 294,639                |
| 2015                   | 2015                   |                        | 270,953                | 270,953                |

### ボランティア
| 団体名                 | 設立年 | 説明 |
| ---------------------- | ------ | --- |
| 岩倉点字くすのきの会   | 1986年 | 視覚障害者向けに点字図書を作成しているボランティア団体である。2006年時点では129点の点字図書を作成して図書館に寄贈している。                                                                  |
| 岩倉市音訳の会あめんぼ | 1986年 | 視覚障害者向けに録音図書（音訳テープ）を作成しているボランティア団体である。2006年時点では135点の小節類を作成して図書館に寄贈している。                                                      |
| 岩倉市図書館おはなし会 | 1983年 | 図書館開館時から活動しているボランティア団体であり、毎週土曜日に図書館のおはなしコーナーや岩倉市役所の児童コーナーで読み聞かせ会を開催している。図書館のブックスタート事業にも関わっている。 |

### イベント
| イベント名            | 開催時期         | 説明 |
| --------------------- | ---------------- | --- |
| おはなし会            | 毎週土曜日       | 図書館と岩倉市生涯学習センターで絵本や紙芝居の読み聞かせ会を開催している。1983年の開館時から開催。毎週土曜日の読み聞かせ活動のほかに、人形劇フェスティバルやクリスマスおはなし会など、年5回ほどのイベントを開催している。                |
| 人形劇フェスティバル♪ | 毎年9月第2土曜日 | 図書館と岩倉市民プラザで人形劇フェスティバルを開催している。1994年度に第1回を開催。プロの人形劇団と市民グループが上演を行い、毎年700-800人を集客する。                                                                                   |
| Nゲージ鉄道模型運転会 | 春休み、夏休み   | 岩倉鉄道模型愛好会の協力により、毎年児童の長期休暇には鉄道模型の運転会を開催している。 |
| 図書館春の子ども劇場  | 毎年春           | こどものための人形劇の上演会を開催している。 |
| 大型紙芝居            |                  | 2001年度から図書館とボランティアが協力して大型紙芝居を製作している。2005年度末時点で大型紙芝居11作品、中型紙芝居8作品、ブラックシアター2作品を製作した。学校・保育園・幼稚園・子ども会・老人保健施設などの団体に対して貸出を行っている。 |

### 文庫
岩倉市図書館は以下の文庫を設置している。
| 設置日                    | 文庫名             | 内容                                               |
| ------------------------- | ------------------ | -------------------------------------------------- |
| 1987年（昭和62年）11月6日 | 「河村すみ子文庫」 | 東洋文庫                                           |
| 1991年（平成3年）3月30日  | 「浅野茂子」文庫   | 講談社学術文庫・文庫クセジュ                       |
| 1995年（平成7年）5月30日  | 「河村久子文庫」   | 叢書・ウニベシタス                                 |
| 1996年（平成8年）7月2日   | 「花井花枝文庫」   | 名誉復刻全集3種                                    |
| 1999年（平成11年）12月4日 | 「今村嘉男文庫」   | 能・哲学・宗教書                                   |
| 2000年（平成12年）5月23日 | 「森山清文庫」     | 日本の美術・歴史文化ライブラリー・世界史リブレット |

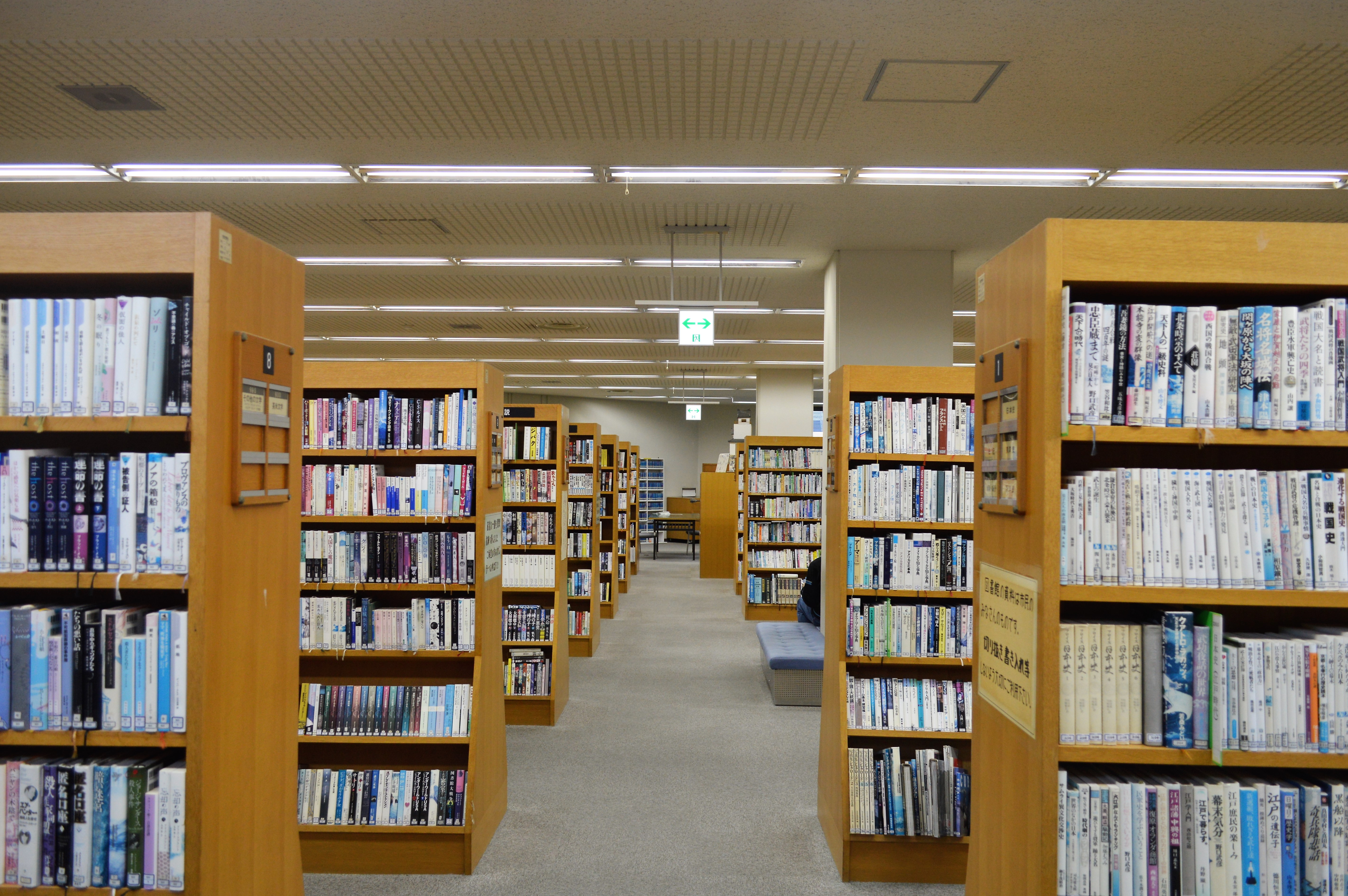
一般書エリア
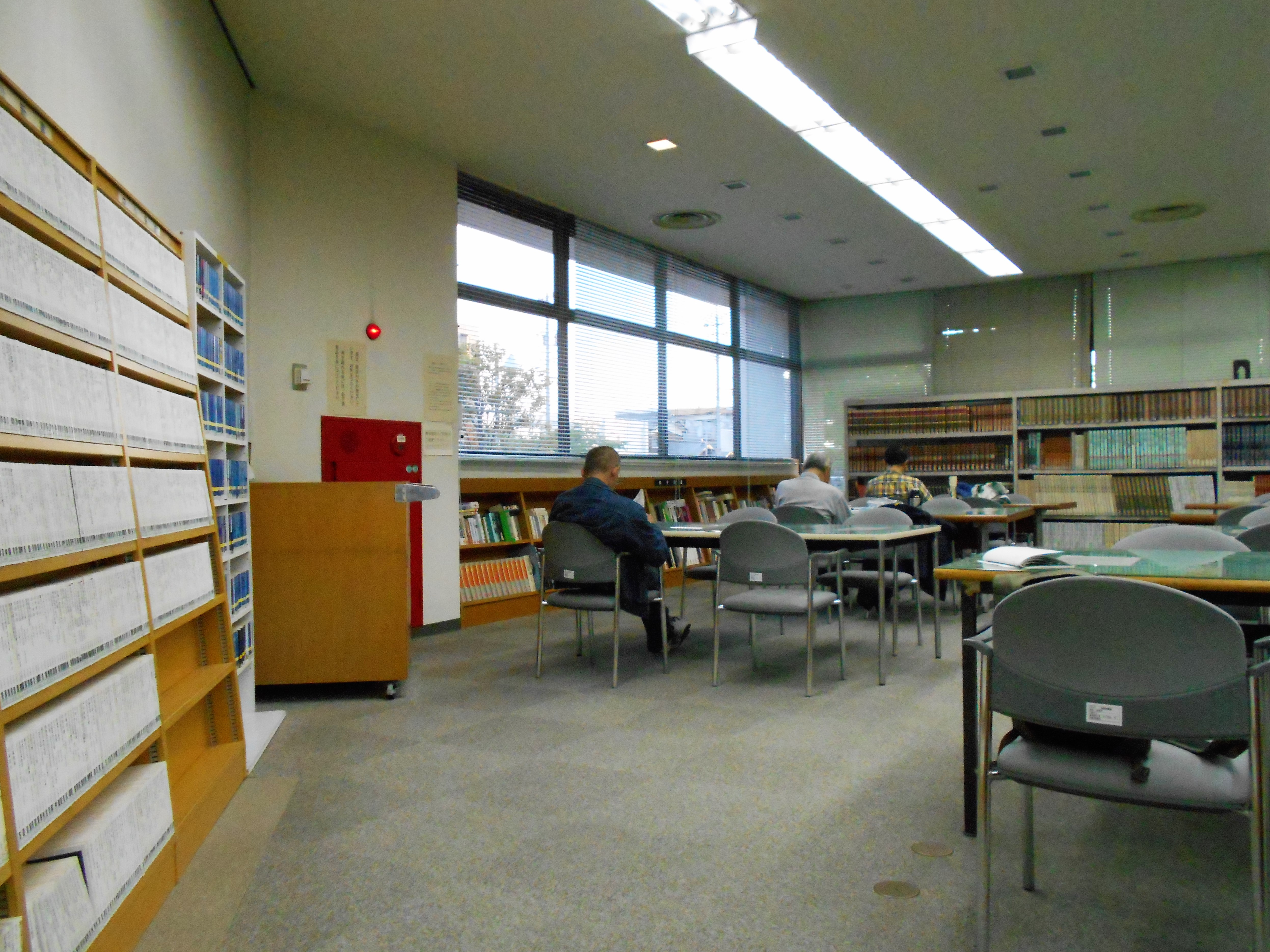
閲覧席
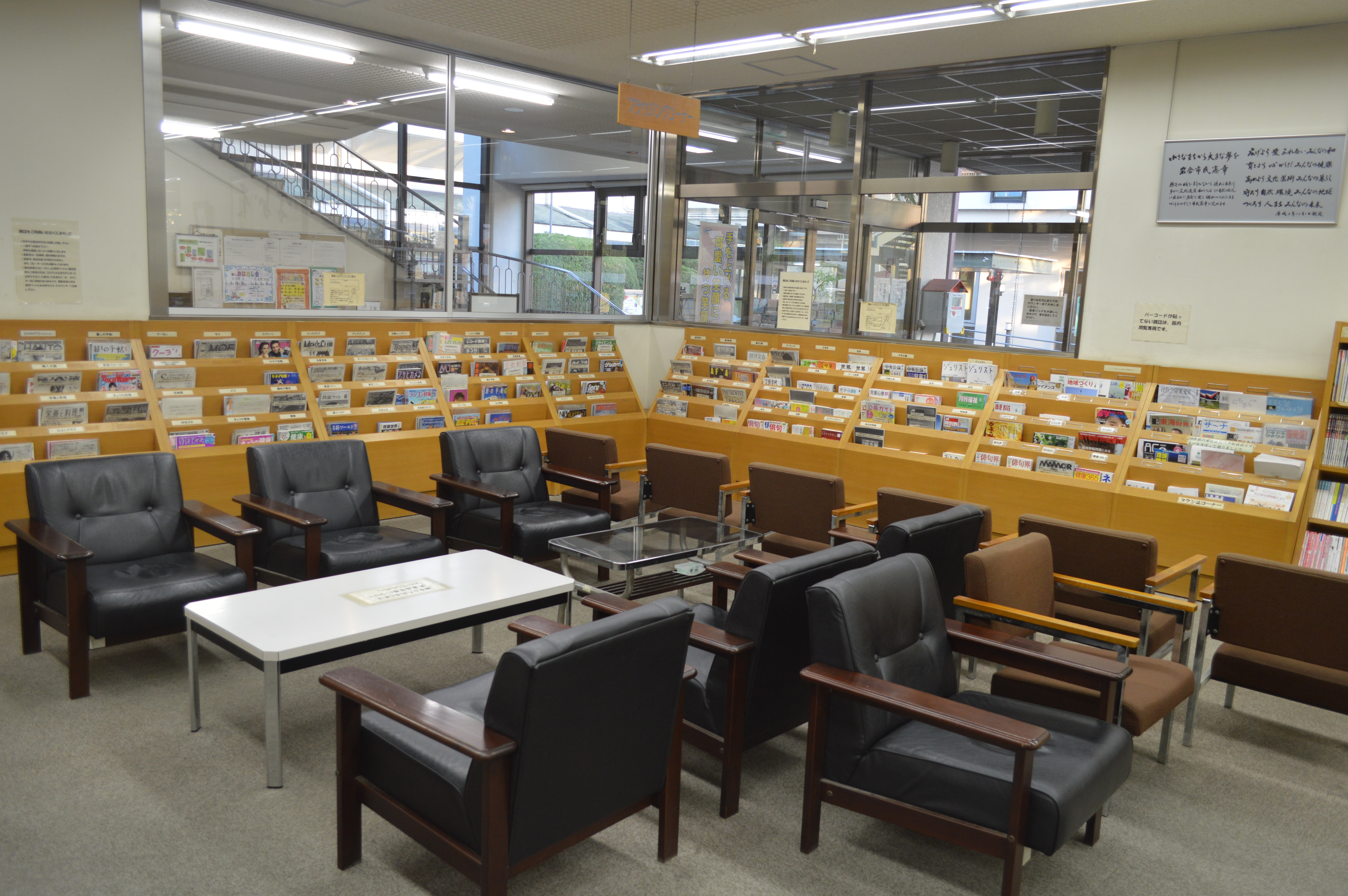
雑誌コーナー
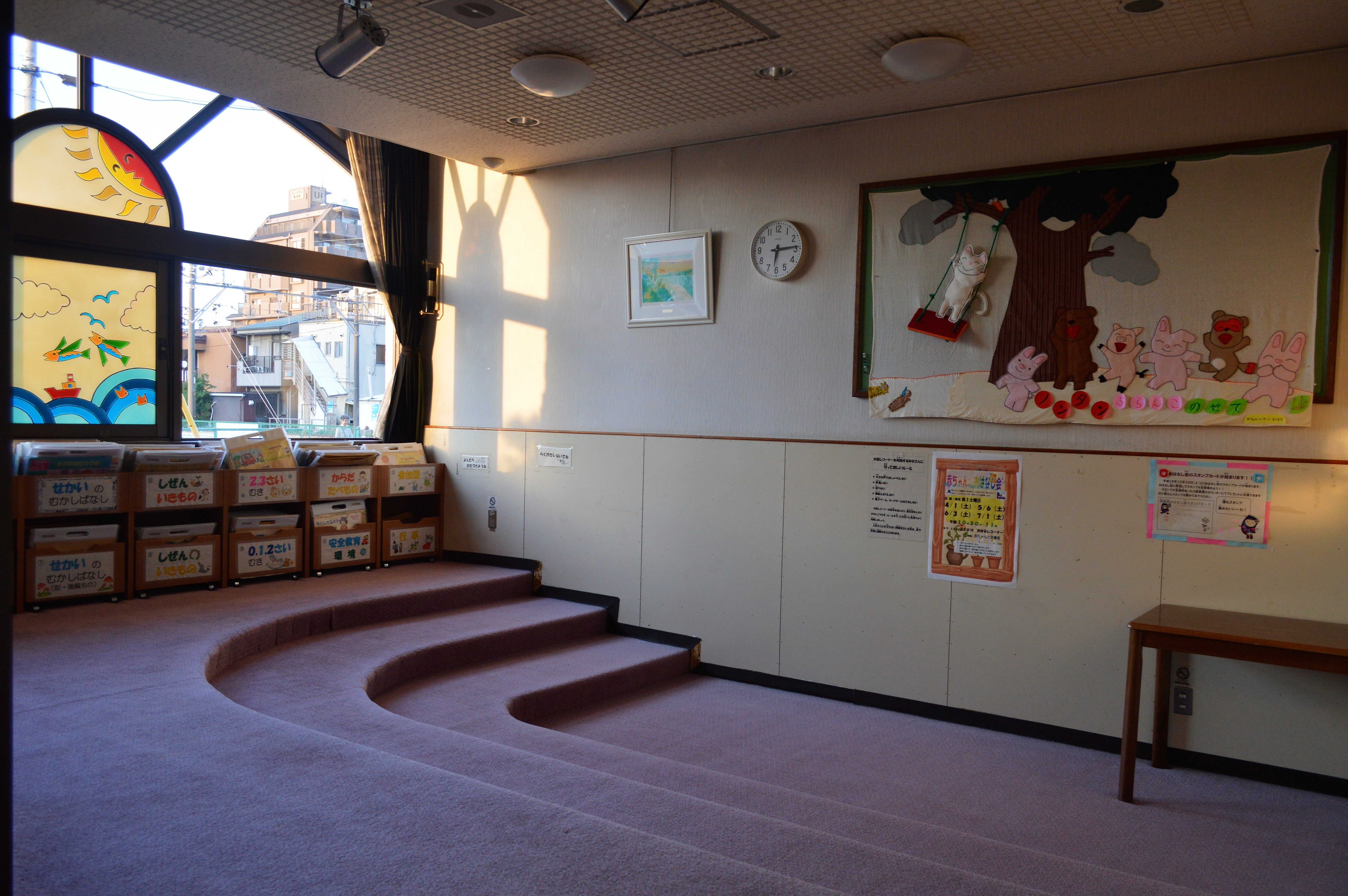
児童書エリアのおはなしのへや
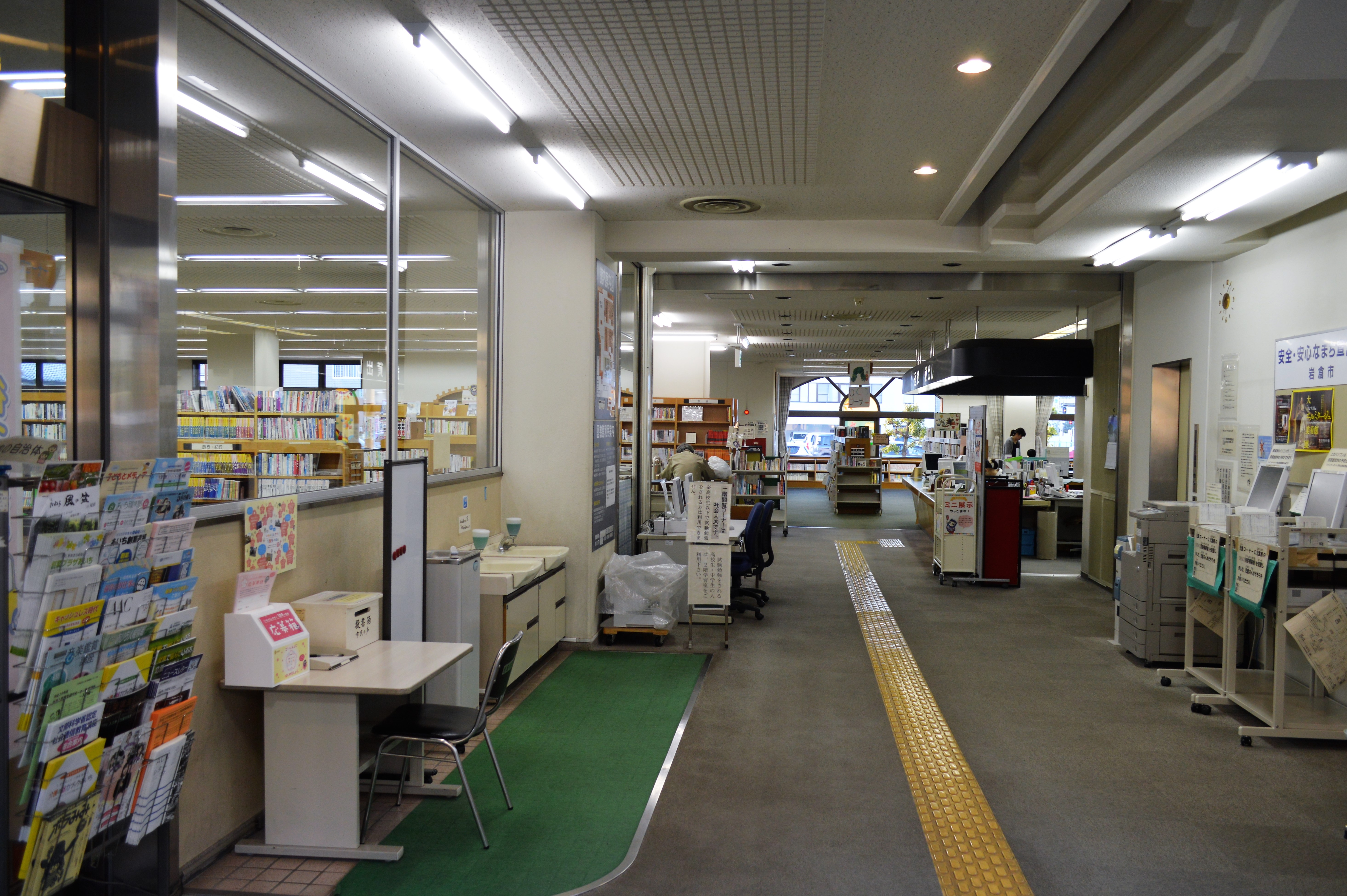
カウンター前
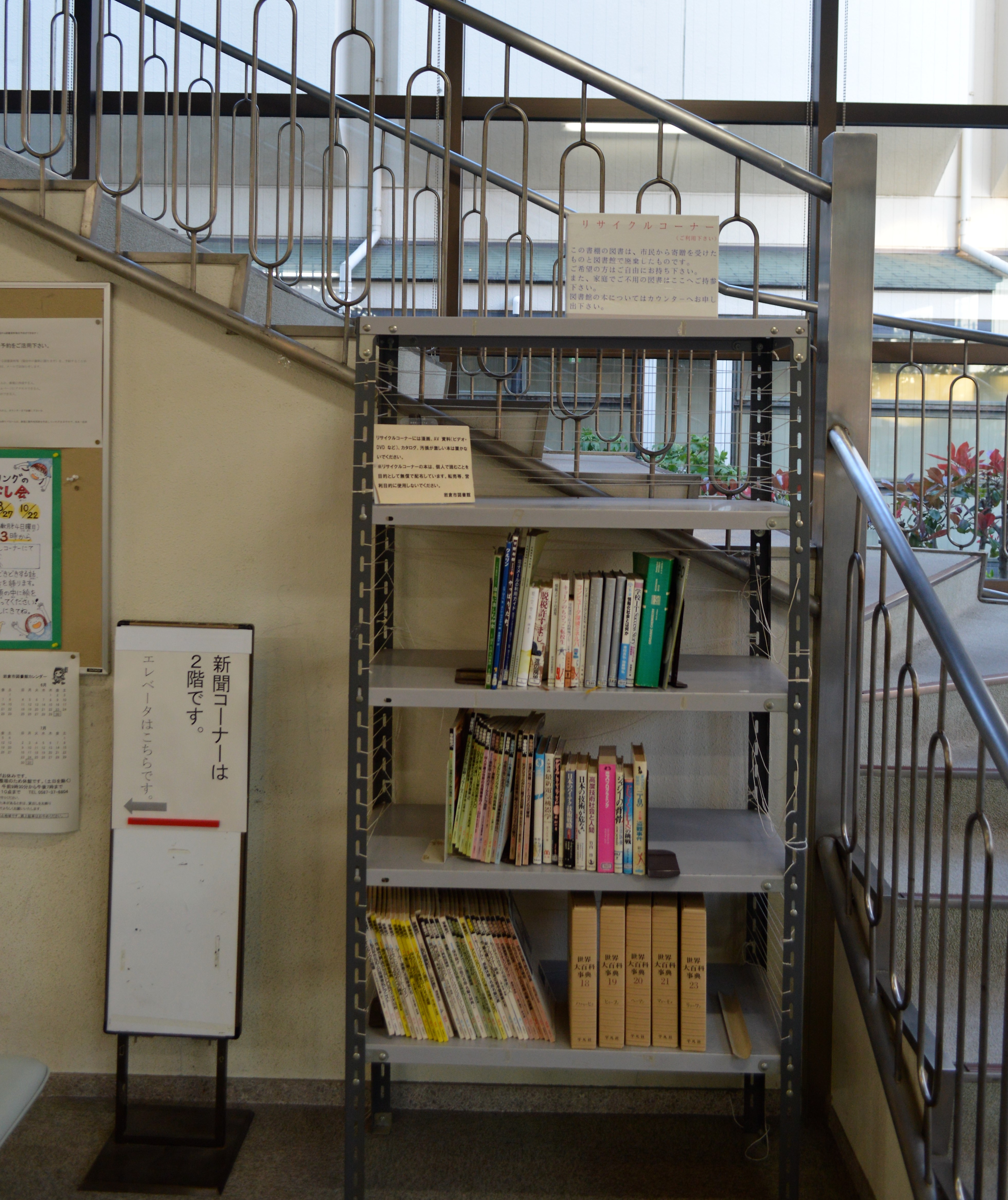
リサイクルコーナー

## 利用案内
一般書の書架は日本十進分類法(NDC)を用いているが、地域資料の書架は愛知県郷土資料分類表を用いている。子ども向けの絵本コーナーは季節によって特集がかわる。貸し出し中の資料を予約したり、図書館が所蔵していない資料をリクエストすることができる。館内には利用者用のインターネット用パソコンが設置されており、現行法規、官報情報検索サービス、中日新聞データベースを利用できる。
図書館1階の玄関脇には、図書館で不要になった本や市民から寄贈された本を活用するためのリサイクルコーナーが設置されている。図書館玄関、栄町の岩倉市役所1階、本町の岩倉市生涯学習センターには、図書の返却ブックポストを設置している。 
| 岩倉市図書館の利用案内 | 岩倉市図書館の利用案内                                                                        |
| ---------------------- | --------------------------------------------------------------------------------------------- |
| 開館時間               | 9時30分-19時                                                                                  |
| 休館日                 | 月末日、年末年始、特別整理期間                                                                |
| 貸出冊数               | 10点まで（視聴覚資料は2点まで）                                                               |
| 貸出期間               | 15日間                                                                                        |
| 貸出可能者             | 尾張北部広域行政圏内5市2町在住者 （岩倉市、春日井市、犬山市、江南市、小牧市、大口町、扶桑町） |
| アクセス               | 名鉄犬山線岩倉駅から徒歩10分                                                                  |

### 広域貸出
2003年（平成15年）1月4日には尾張北部広域行政圏（岩倉市・春日井市・小牧市・犬山市・江南市・大口町・扶桑町）の5市2町の住民に対する広域貸出を開始した。2003年時点で7自治体の蔵書数の合計は約176万冊であり、インターネット上で他自治体の蔵書の予約を行える図書館もある。
| 尾張北部広域行政圏の図書館の概要（2003年時点） | 尾張北部広域行政圏の図書館の概要（2003年時点） | 尾張北部広域行政圏の図書館の概要（2003年時点） | 尾張北部広域行政圏の図書館の概要（2003年時点） | 尾張北部広域行政圏の図書館の概要（2003年時点） | 尾張北部広域行政圏の図書館の概要（2003年時点） |
| 図書館                                         | 蔵書数                                         | 開館時間                                       | 休館日                                         | 貸出点数                                       | 貸出期間                                       |
| ---------------------------------------------- | ---------------------------------------------- | ---------------------------------------------- | ---------------------------------------------- | ---------------------------------------------- | ---------------------------------------------- |
| 春日井市図書館                                 | 約67万冊                                       | 9時-20時                                       | 月曜                                           | 14点                                           | 15日                                           |
| 犬山市立図書館                                 | 約24万冊                                       | 10時-18時                                      | 月曜                                           | 10点                                           | 15日                                           |
| 江南市立図書館                                 | 約10万冊                                       | 9時-17時                                       | 第4木曜                                        | 5点                                            | 15日                                           |
| 小牧市立図書館                                 | 約39万冊                                       | 9時30分-17時30分                               | 月曜・月末日                                   | 20点                                           | 2週間                                          |
| 岩倉市図書館                                   | 約16万冊                                       | 9時30分-19時                                   | 月曜・月末日                                   | 7点                                            | 2週間                                          |
| 大口町立図書館                                 | 約8万冊                                        | 9時-17時                                       | 月曜・火曜・月末日                             | 10点                                           | 2週間                                          |
| 扶桑町図書館                                   | 約12万冊                                       | 10時-18時                                      | 火曜・第3水曜日                                | 10点                                           | 2週間                                          |